# جايس نابر
جايس نابر (بالهولندية: Gijs Naber)‏ هو مؤدي وراقص وممثل هولندي، ولد في 9 أغسطس 1980 في هولندا. من الجوائز التي نالها جائزة العجل الذهبي عن فئة أفضل ممثل ‏ سنة 2014.

## جوائز
- جائزة العجل الذهبي عن فئة أفضل ممثل [الإنجليزية]‏ (2014)

## وصلات خارجية
- جايس نابر على موقع IMDb (الإنجليزية)
- جايس نابر على موقع ألو سيني (الفرنسية)
- جايس نابر على موقع أول موفي (الإنجليزية)
- جايس نابر على موقع قاعدة بيانات الفيلم (الإنجليزية)
- جايس نابر على موقع كينوبويسك (الروسية)